# Galgenbach (Große Mühl)
Der Galgenbach ist ein Bach in der Gemeinde Aigen-Schlägl in Oberösterreich. Er ist ein Zufluss der Großen Mühl.

## Geographie

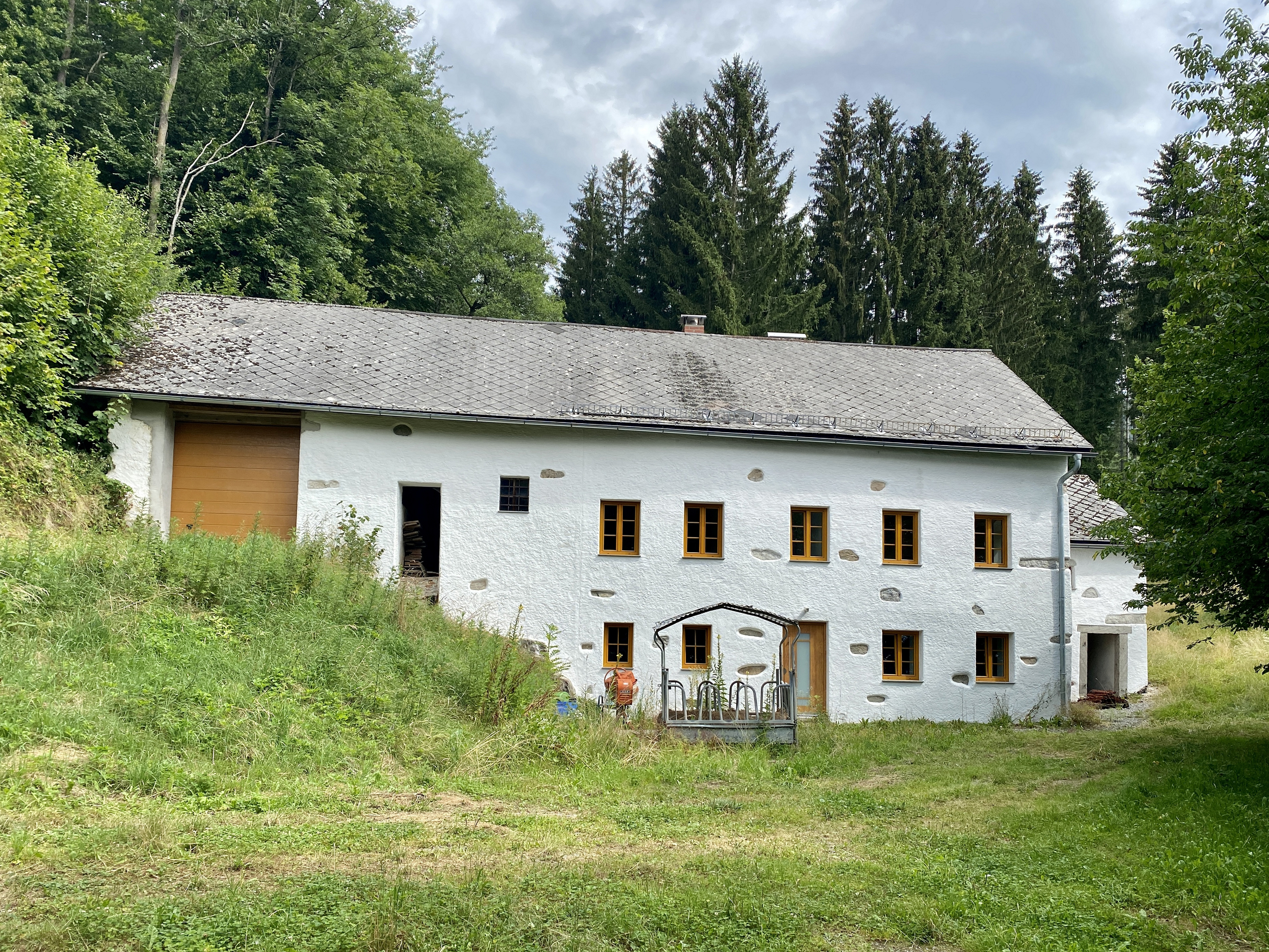
Stampfmühle am Galgenbach

Der Bach entspringt unterhalb von Grünwald auf einer Höhe von 903 m ü. A. Er weist eine Länge von 4,83 km auf. Er fließt in seinem oberen Abschnitt durch das Waldgebiet des Böhmerwalds. In seinem unteren Abschnitt verläuft er entlang der Galgenbachwiese, einer nährstoffarmen Nasswiese. Der Galgenbach fließt dann durch den Glashüttenteich, bevor er beim Stift Schlägl auf einer Höhe von 538 m ü. A. linksseitig in die Große Mühl mündet.
In seinem 5,74 km² großen Einzugsgebiet liegen die Siedlungen Bachhäuser, Berghäusl, Diendorf und Neuhäuseln sowie Teile der Ortschaften Aigen im Mühlkreis, Grünwald und Schlägl.
Der Rupertiweg, der zum Europäischen Fernwanderweg E10 gehört, verläuft zum Teil entlang des Bachs.

## Umwelt
Im Galgenbach leben Edelkrebse (Astacus astacus), die vermutlich aus den Teichen beim Stift Schlägl eingewandert sind oder von dort eingeschwemmt wurden. Bis zum Glashüttenteich ist er Teil der 22.302 Hektar großen Important Bird Area Böhmerwald und Mühltal. Sein oberer Abschnitt gehört zum 9.350 Hektar großen Europaschutzgebiet Böhmerwald-Mühltäler.

## Geschichte
Die Stampfmühle am Galgenbach war bis Ende des Zweiten Weltkriegs in Verwendung. Später war dort eine Dienstwohnung der Agrargemeinschaft Aigen untergebracht. Der Bach trat am 7. Juni 1961 nach starken Regenfällen über die Ufer. Die Überschwemmung erreichte Teile des Stifts Schlägl und der Hoftaverne.